# Pan Zhanle
Pan Zhanle (en chino: 潘展乐; Wenzhou, 4 de agosto de 2004) es un deportista chino que compite en natación.
Participó en los Juegos Olímpicos de París 2024, obteniendo dos medallas de oro, en las pruebas de 100 m libre y 4 × 100 m estilos. Ganó seis medallas en el Campeonato Mundial de Natación entre los años 2023 y 2025.
En febrero de 2024 estableció una nueva plusmarca mundial en los 100 m libre, con un tiempo de 46,80 s, que volvió a batir en la final de los Juegos Olímpicos de París 2024 con una marca de 46,40 s.

## Palmarés internacional
| Juegos Olímpicos   | Juegos Olímpicos    | Juegos Olímpicos | Juegos Olímpicos      |
| Año                | Lugar               | Medalla          | Prueba                |
| ------------------ | ------------------- | ---------------- | --------------------- |
| 2024               | París (Francia)     | Medalla de oro   | 100 m libre           |
| 2024               | París (Francia)     | Medalla de oro   | 4 × 100 m estilos     |
| Campeonato Mundial |                     |                  |                       |
| Año                | Lugar               | Medalla          | Prueba                |
| 2023               | Fukuoka (Japón)     | Medalla de plata | 4 × 100 m estilos     |
| 2024               | Doha (Catar)        | Medalla de oro   | 100 m libre           |
| 2024               | Doha (Catar)        | Medalla de oro   | 4 × 100 m libre       |
| 2024               | Doha (Catar)        | Medalla de oro   | 4 × 200 m libre       |
| 2024               | Doha (Catar)        | Medalla de oro   | 4 × 100 m libre mixto |
| 2025               | Singapur (Singapur) | Medalla de plata | 4 × 200 m libre       |